# Паломництво до країни Сходу
Паломництво до країни Сходу (нім. Die Morgenlandfahrt) — повість Германа Гессе, вперше опублікована в 1932 році. Українською мовою повість переклав Іван Мегела, вона вийшла 2020 року у видавництві «Фоліо».
Повість присвячена опису мандрівки членів певного таємничого Ордену «на Схід» в пошуках «істини». Паломники подорожують не лише в просторі, а й у часі, зустрічаються з реальними і вигаданими знаменитостями, такими як Моцарт, Платон, Піфагор, Дон Кіхот, Трістрам Шенді, перевізник Васудева із попереднього роману Гессе «Сідхартха». Хоча зазвичай назву книги перекладають, як «Паломництво у країну Сходу», оригінальна німецька назва легко читається як «мандрівка в ранкову країну». Культурні символи не тільки Сходу, а й Заходу переплітаються в повісті наче візерунок із бісеру.
Розповідь ведеться від імені мандрівника, відомого лише за ініціалами Г. Г., який вступає в Орден, прагнучи здійснити таємне бажання свого серця й на власні очі побачити принцесу Фатіму. Його паломництво, спочатку приємне й корисне, зустрічається з труднощами, коли зникає служник Лео, людина проста й приємна, яка подобається усім і легко знаходить контакт із тваринами. Після зникнення Лео, в групі починаються суперечки й розбрат; з Лео, як спочатку здається, зникають певні важливі речі, які, проте, потім знаходяться або виявляються не особливо важливими. Паломництво зазнає невдачі й усі звинувачують у цьому Лео…
Г. Г. доводиться відмовитися від здійснення прагнення свого життя, але через багато років, втративши зв'язок із Орденом, повернутися в який неможливо, розчарований, він все ж знаходить Лео і той приводить його на суд Ордену. На превелике здивування Г. Г., Лео зовсім не простий служник, а голова Ордену. Його зникнення колись давно, у гірській ущелині, було випробовуванням віри молодого паломника, іспитом, який Г. Г. провалив.
… Але більш того, Лео не лише служник, не лише президент Ордену, Лео — плід уяви, витвір самого Г. Г. Врешті-решт, оповідач знаходить у бібліотеці Ордену нішу з інформацією про себе і бачить там дві фігурки, свою та Лео, ставши свідком того, як його власна зменшується й зникає, живлячи собою фігурку служника. Головний герой згадує давню розмову, про те, що творіння поета, загалом, мають в собі більше життя й реальності, ніж їхні творці.